# Pop Extra
Pop Extra je bio hrvatski dvotjednik za mladež koji se bavio estradom. 

## Povijest
Prvi je broj izašao 1992. godine. Zadnji broj, br. 74/75 izašao je 1995. godine.
Izlazio u Zagrebu, a tiskao se je u Grazu u maloj tiskari Styria.
List je stekao ugledni status među estradnim umjetnicima i svima koji su bili u i oko estrade (Damir Strugar: "sveto pismo" za estradu). Odražavao je kako se tiskovinu iz tog područja može pisati pošteno, zanimljivo i intrigantno. Pisali o o svim estradnim žanrovima, trudili su se naći najbolje i najpopularnije pjevače. Prvi je u Hrvatskoj imao velike super-postere. 
Pop Extra prodavao se je u nakladi od 35 do 40 tisuća primjeraka, a vrhunac je bio 50 tisuća primjeraka. Nakon oslobođenja velikog dijela Hrvatske nakon operacije Oluje, uslijedio je pad naklade. Razlozi su bili čudni.
U to je vrijeme bila jedna od poslovnih "čudnosti" kakvih je bilo dosta u privatizaciji u Hrvatskoj ratnih 1990-ih. Mala tiskara Styria koja je tiskala taj list, kupila je ni manje ni više nego najtiražniji dnevni list u Hrvatskoj, Večernji list, što je u poslovnim srazmjerima moguće i "realno" kao da bi "Fićo" kupio "Mercedes". U svom kaotičnom slijedu događaja, izgledalo je da nitko više nije mario za jedan glazbeni časopis za mlade i sve one koji su se takvima osjećali.

## Urednici
- Marijan Draganić (1992., do 2. broja)
- Zvonko Pongrac  (od 2. broja do br.29, 1993.)
- Damir Strugar (u razdoblju od 1993. do 1998., od broja 29 do zadnjeg broja)

## Poznati novinari
- Milana Vlaović

## Poveznice
- Hrvatska novinska izdanja
- TOP
- Pop express